# Списък с епизоди на „Частна практика“
Това е списъкът с епизоди на сериала „Частна практика“ с оригиналните дати на излъчване в САЩ и България. Пилотният епизод, озаглавен "The Other Side of This Life", е излъчен като епизод от третия сезон на „Анатомията на Грей“.

## Сезон 1: 2007
| Номер    | Заглавие                                                  | Първо излъчване в САЩ | Първо излъчване в България |
| -------- | --------------------------------------------------------- | --------------------- | -------------------------- |
| 1 (1-01) | In Which We Meet Addison, a Nice Girl From Somewhere Else | 26 септември 2007 г.  | 1 септември 2009 г.        |
| 2 (1-02) | In Which Sam Receives an Unexpected Visitor               | 3 октомври 2007 г.    | 8 септември 2009 г.        |
| 3 (1-03) | In Which Addison Finds the Magic                          | 10 октомври 2007 г.   | 15 септември 2009 г.       |
| 4 (1-04) | In Which Addison Has a Very Casual Get Together           | 17 октомври 2007 г.   | 22 септември 2009 г.       |
| 5 (1-05) | In Which Addison Finds a Showerhead                       | 24 октомври 2007 г.   | 29 септември 2009 г.       |
| 6 (1-06) | In Which Charlotte Goes Down the Rabbit Hole              | 31 октомври 2007 г.   | 6 октомври 2009 г.         |
| 7 (1-07) | In Which Sam Gets Taken For a Ride                        | 14 ноември 2007 г.    | 13 октомври 2009 г.        |
| 8 (1-08) | In Which Cooper Finds a Port In His Storm                 | 21 ноември 2007 г.    | 20 октомври 2009 г.        |
| 9 (1-09) | In Which Dell Finds His Fight                             | 5 декември 2007 г.    | 27 октомври 2009 г.        |